# Vince Martin
Vince Martin (nombre de nacimiento, Vincent Marcellino; 17 de marzo de 1937 – 6 de julio de  2018) fue un cantante y compositor folk estadodunidense. 

## Biografía
Grabó con the Tarriers (Erik Darling, Alan Arkin y Bob Carey) en 1956, con el éxito "Cindy, Oh Cindy", adaptado por Burt D'Lugoff y Bob Nemiroff de la canción popular de Georgia Sea Islands "Pay Me My Money Down". Su siguiente grabación, "Only If You Praise the Lord", escrita por Dick Cella, fue todo un éxito en Inglaterra e Irlanda. Se hizo más conocido con sus grabaciones a dúo con Fred Neil a principios de la década de los 60. El álbum Tear Down The Walls (1964) contenía principalmente canciones de Neil, grabadas con músicos como John Sebastian y Felix Pappalardi, y se volvió popular e influyente en la floreciente escena folk (y más tarde folk rock).
En 1969, grabó el álbum If the Jasmine Don't Get You ... the Bay Breeze Will en Nashville, con músicos que anteriormente habían grabado en el disco Nashville Skyline de Bob Dylan.  Grabó un segundo álbum en solitario, Vince Martin en 1973.
Martin fue el protagonista del documental biográfico Vagabondo! (2010).
Murió a los 81 años a causa de una fibrosis pulmonar.